# Ammophila femurrubra
Ammophila femurrubra es una especie de avispa del género Ammophila, familia Sphecidae.

## Taxonomía
Fue descrito por primera vez en 1894 por W. Fox. 